# Vertumno

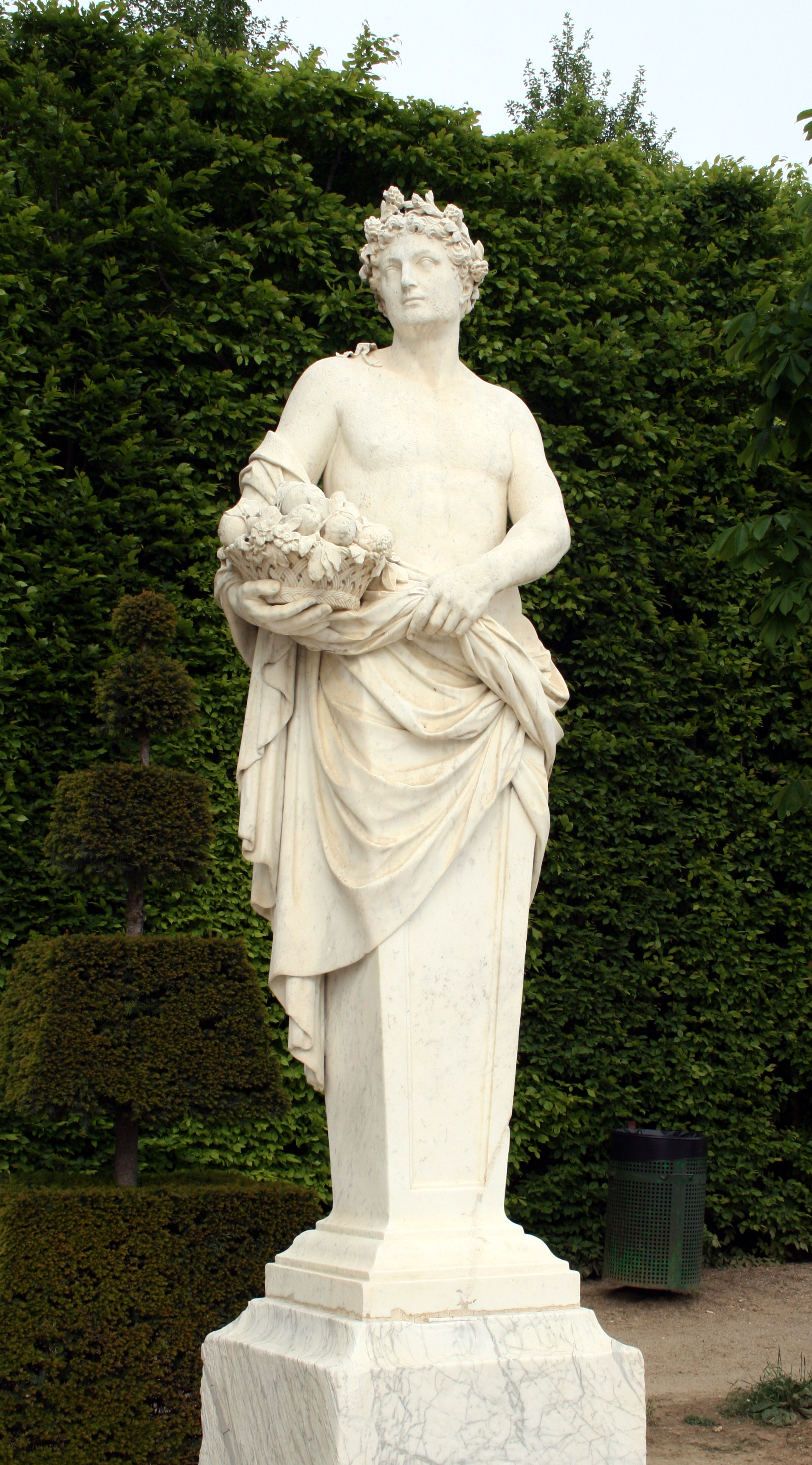
Vertumno, en los jardines del Palacio de Versalles.

En la mitología romana, Vertumno o Vortumno (en latín: Vertumnus o Vortumnus, cuya raíz está en vertere, «cambiar») es una divinidad romana de origen etrusco (Veltumna o Voltumna) que personifica la noción del cambio, de la mutación de la vegetación durante el transcurso de las estaciones. Precedía la maduración de los frutos durante el verano y se le atribuía el don de transformarse en todas las formas o cosas que desease:
«Ese dios, apropiado para diversas figuras, todavía no había tomado el nombre de cambiar el río (auerso amne)».
Se la representaba junto a su amada Pomona porque Vertumno era el protector de la vegetación y especialmente de los árboles de fruto, de los que también era protectora ella.
El Veltumna etrusco fue protector de la ciudad de Volsinia, y su santuario, Fanum Voltumnae, era sagrado para la liga de las doce ciudades etruscas (dodecápolis etrusca). Se trataba en todo caso de un epíteto o de un aspecto del dios etrusco Tinia (que se correspondía con el Júpiter o Jovius romano).
En Roma, esta divinidad tuvo una estatua de bronce en el Vicus Tuscus, en la entrada del Foro Romano. Esa estatua era obra de Mamurio Veturio, herrero de los tiempos de Numa, y se instaló en sustitución de otra de madera. 
Luego de la destrucción de Volsinia en el año 264 a. C., el dios protector de la ciudad fue transferido al nuevo templo que le fue erigido en el monte Aventino.
Sexto Propercio, en una de sus elegías, se refiere a la estatua de Vertumno (Elegía 4.2.41-46) ubicada en el Vicus Tuscus diciendo que era decorada de acuerdo a los cambios de las estaciones. Su fiesta era la Vertumnalia, que se celebraba el 13 de agosto.
Siendo Vertumno el dios etrusco del cambio, de su nombre proviene el verbo latino vertere (cambiar) con sus derivaciones: diversión, perversión, versión, etc.

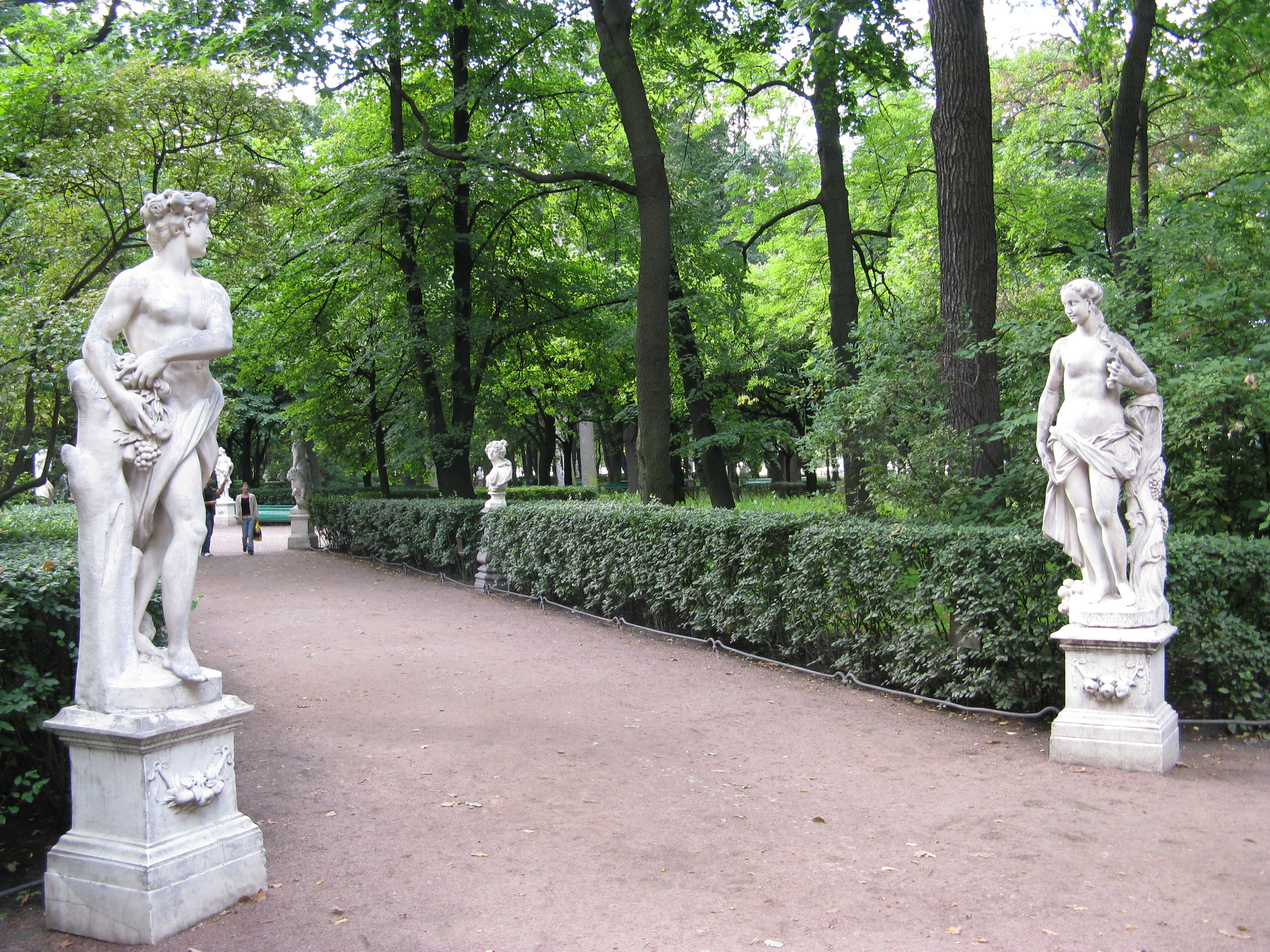
Vertumno y Pomona en el Jardín del Palacio de Verano de Pedro I en San Petersburgo, por Francesco Penso, llamado "Cabianca", 1717.

Rodolfo II como Vertumno, por Giuseppe Arcimboldo. Pintura en el Castillo Skokloster, junto al lago Mälar (Suecia).

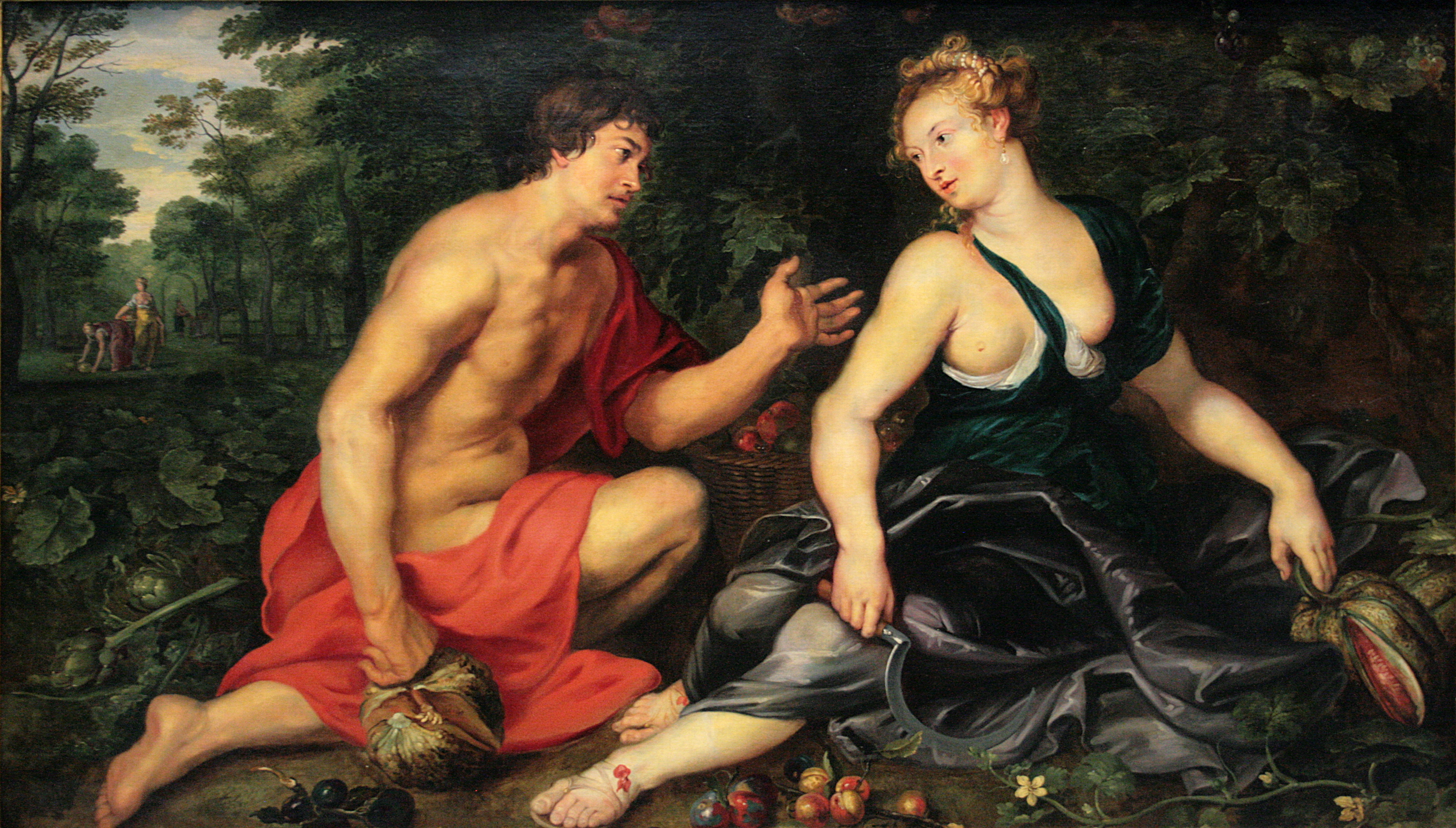
Vertumno y Pomona por Peter Paul Rubens, 1617-1619, Colección privada de Madrid